# Lucky Luke (Fernsehserie)
Die Fernsehserie Lucky Luke folgte dem gleichnamigen Kinofilm, der den Comic Lucky Luke erstmals als Realfilm umsetzte.

## Produktion
Die Serie entstand als Koproduktion zwischen Paloma Films und Reteitalia, nach einer Idee von René Goscinny und Morris. Als Produzenten waren Lucio Bompani (Episoden 1 bis 4) und Roberto Bessi (Episoden 5 bis 8) beteiligt. Regie führten Terence Hill, Ted Nicolaou und Richard Schlesinger. Die musikalische Gestaltung der Serie unterlag den Komponisten David Grover und Aaron Schröder.
Lucky Luke wurde an verschiedenen Orten in den Vereinigten Staaten gedreht – der Bonanza Creek Ranch (15 Bonanza Creek Lane, Santa Fe, New Mexico), Las Vegas (Nevada), Tucson (Arizona) und weiteren Schauplätzen in den Bundesstaaten Colorado und New Mexico.

## Synchronisation
Die deutsche Synchronfassung entstand bei der Rainer Brandt Filmproduktions GmbH in Berlin, unter der Dialogregie und nach einem Buch von Rainer Brandt.
Im Jahr 2018 wurde die Serie bei City of Voices in Berlin nachsynchronisiert, dieses Mal unter der Dialogregie und nach einem Buch von Lara Lamberti.
| Rolle          | Erste Synchronfassung | Nachsynchro 2018         |
| -------------- | --------------------- | ------------------------ |
| Lucky Luke     | Thomas Danneberg      | Thomas Danneberg         |
| Lotta Legs     | Sabine Sebastian      | Gabriele Schramm-Philipp |
| Averell Dalton | Uwe Paulsen           | Michael Bauer            |
| William Dalton | Karl Schulz           | Patrick Giese            |
| Jack Dalton    | Manfred Petersen      | Roman Kretschmer         |
| Joe Dalton     | Wolfgang Kühne        | Sven Brieger             |
| Jolly Jumper   | Harry Wüstenhagen     | Lutz Harder              |
| Ming Li Fu     | Wilfried Herbst       | –                        |
| Deputy Virgil  | Jörg Hengstler        | –                        |

## Episoden
Im Pilotfilm Daisy Town, der in den Kinos lief, hetzen die Daltons die Bürger von Daisy Town gegen Luke auf und schaffen es beinahe, einen Krieg mit den Indianern anzuzetteln.
1. Ein explosives Geschäft (im Original: Chi è Mr. Josephs?)
Joe Dalton versucht, einen Streit zwischen Siedlern und Rinderzüchtern um Land dazu zu nutzen, Sprengstoff zu verkaufen.
2. Ein Trunk von ganz besonderer Güte (Una notte di mezza estate a Daisy Town)
Im Rahmen eines Rehabilitationsprogramms für Strafgefangene führen die Daltons Auszüge aus Shakespeare-Stücken auf. Der Liebestrank einer reisenden Zigeunerin verwandelt Daisy Town jedoch in den Aufführungsort einer anderen Shakespeare-Komödie.
3. Ein schöner Zug von Geisterhand (Il treno fantasma)
An einer früheren Unglücksstelle scheint es zu spuken. Dem damaligen Unfallverursacher, einem skrupellosen Banker, kann Luke ein Geständnis entlocken.
4. Ma Dalton ist und bleibt einmalig (La mamma dei Dalton)
Bei einem ihrer „Einkäufe“ lernt Lucky Luke die Mutter der Daltons kennen. Als diese jedoch darauf besteht ihren Söhnen davon zu erzählen, hält Joe nichts mehr in seiner Zelle.
5. Kaffee macht müde Männer munter (Caffè olè)
Durch einen Kaffeedieb geht in Daisy Town der Kaffee aus. Zum Glück kann Lucky Luke, der mit Lotta die Rollen getauscht hat, ihn dingfest machen.
6. Wer anderen eine Braut besorgt… (Le fidanzate de Lucky Luke)
Aus Daisy Town ist Hilfe für ein frauenarmes Siedlerdorf unterwegs. Zufällig ist gerade zu der Zeit ein gefährlicher Gangster aus dem Gefängnis ausgebrochen.
7. Wo bitte bleibt das Gegengift? (Magia indiana)
Luke wird von einer Schlange gebissen. Seine Abwesenheit wird von den Daltons ausgenutzt.
8. Ein Zar kommt meistens im April (Pesce d'aprile)
Ein Zar möchte von Lotta und Luke das wilde Cowboyleben lernen. Doch daraus wird gefährlicher Ernst.

## Veröffentlichung
Der Pilotfilm ist seit dem 31. Januar 2008 auf DVD erhältlich. Vom 27. März bis zum 17. Juli folgten vier DVDs mit den Folgen der Serie.